# Sporting FC
Sporting Football Club – kostarykański klub piłkarski z siedzibą w stołecznym mieście San José (dystrykt Pavas). Występuje w rozgrywkach Primera División. Domowe mecze rozgrywa na obiekcie Estadio Ernesto Rohrmoser. Najczęściej określany jako Sporting San José.

## Historia
Klub został założony jako Sporting San José w czerwcu 2016 na licencji drugoligowego Saprissa de Corazón, rezerw klubu Deportivo Saprissa. Powstał z inicjatywy meksykańskiego przedsiębiorcy Javiera Alarcóna, w przeszłości dyrektora Deportivo Saprissa. Od początku istnienia klub jest związany ze stołecznym dystryktem Pavas.
Od razu po założeniu Sporting San José przystąpił do rozgrywek drugiej ligi kostarykańskiej. W czerwcu 2019 zmienił oficjalną nazwę na Sporting FC, zaś barwy na czarno-białe, honorując w ten sposób historyczny stołeczny klub piłkarski CS La Libertad. W 2020 roku zespół awansował do najwyższej klasy rozgrywkowej.